# 维埃拉·索托大道

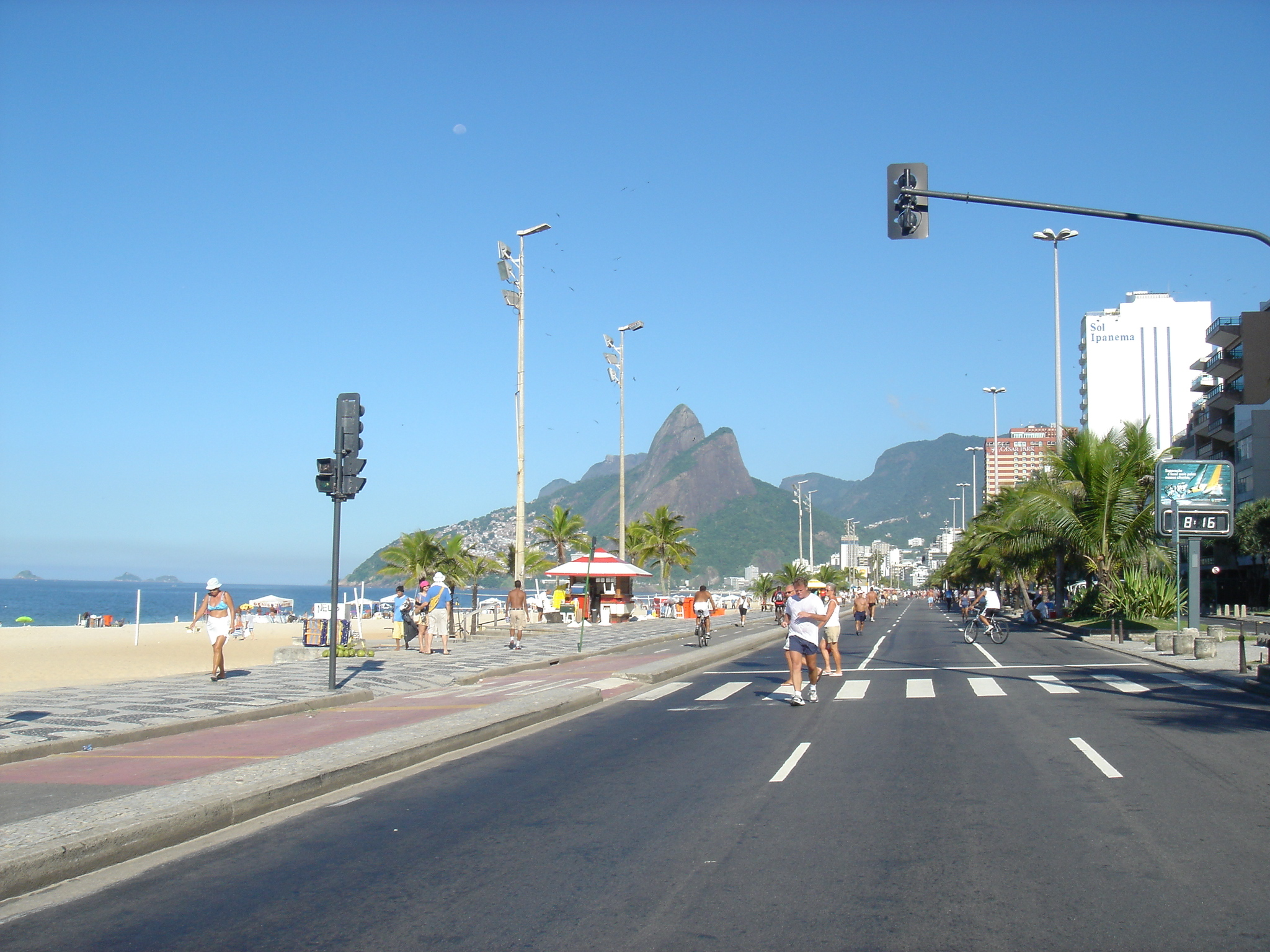
周日的维埃拉·索托大道

维埃拉·索托大道（Avenida Vieira Souto）是里约热内卢的一条临海街道，它通过伊帕内玛区，进入莱伯伦区后，使用不同的名称（德尔芬莫雷拉）。巴西最昂贵的住宅就位于这条街上。在周日，街道的一半禁止汽车进入，改为步行区。